# Kuej-lin
Kuej-lin (čínsky pchin-jinem Guìlín, znaky 桂林) je městská prefektura v Čínské lidové republice v autonomní oblasti Kuang-si. Leží na západním břehu řeky Li-ťiang a jeho jméno znamená „les vonokvětek“ (konkrétněji druhu Osmanthus fragrans).
První známé osídlení zde bylo založeno v roce 314 př. n. l. na březích Li-ťiangu, další významný rozvoj přišel v roce 111 př. n. l. za dynastie Chan.

## Administrativní členění
Městská prefektura Kuej-lin se člení na sedmnáct celků okresní úrovně, a sice šest městských obvodů, jeden městský okres, osm okresů a dva autonomní okresy.
| 2 1 4 3 5 městský obvod · Lin-kuej městský okres · Li-pchu okres · Jang-šuo okres · Ling-čchuan okres · Čchüan-čou okres · Sing-an okres · Jung-fu okres · Kuan-jang okres · C’-jüan okres · Pching-le autonomní okres · Kung-čcheng autonomní okres · Lung-šeng městské obvody: 1. Tie-cchaj 2. Siou-feng 3. Čchi-sing 4. Siang-šan 5. Jen-šan |                |                       |                    |                                  |
| Název | Název          | Počet obyvatel (2020) | Rozloha km² (2020) | Hustota zalidnění (obyv. na km²) |
| český přepis | znaky          | Počet obyvatel (2020) | Rozloha km² (2020) | Hustota zalidnění (obyv. na km²) |
| Městské obvody |                |                       |                    |                                  |
| Siou-feng | 秀峰区         | 161 066               | 43                 | 3 709                            |
| Tie-cchaj | 叠彩区         | 202 875               | 82                 | 3 906                            |
| Siang-šan | 象山区         | 286 872               | 89                 | 3 222                            |
| Čchi-sing | 七星区         | 387 304               | 71                 | 5 449                            |
| Jen-šan | 雁山区         | 132 639               | 306                | 434                              |
| Lin-kuej | 临桂区         | 555 109               | 2 246              | 247                              |
| Městský okres |                |                       |                    |                                  |
| Li-pchu | 荔浦市         | 334 527               | 1 760              | 190                              |
| Okresy |                |                       |                    |                                  |
| Jang-šuo | 阳朔县         | 273 124               | 1 434              | 190                              |
| Ling-čchuan | 灵川县         | 422 776               | 2 301              | 184                              |
| Čchüan-čou | 全州县         | 565 696               | 3 976              | 142                              |
| Sing-an | 兴安县         | 307 043               | 2 333              | 132                              |
| Jung-fu | 永福县         | 228 646               | 2 795              | 82                               |
| Kuan-jang | 灌阳县         | 208 412               | 1 834              | 114                              |
| C’-jüan | 资源县         | 139 212               | 1 938              | 72                               |
| Pching-le | 平乐县         | 340 921               | 1 894              | 180                              |
| Autonomní okresy |                |                       |                    |                                  |
| Kung-čcheng (jaoský) | 恭城瑶族自治县 | 245 432               | 2 139              | 115                              |
| Lung-šeng (různých národností) | 龙胜各族自治县 | 139 483               | 2 452              | 57                               |
| |                |                       |                    |                                  |
| Celkem | Celkem         | 4 931 137             | 27 661             | 178                              |

## Doprava
Hlavním letištěm pro Kuej-lin je mezinárodní letiště Kuej-lin Liang-ťiang ležící zhruba šestadvacet kilometrů západně od města.

## Partnerská města
- Čedžu, Jižní Korea
- Hastings, Nový Zéland
- Kumamoto, Japonsko
- Langkawi, Filipíny
- Miho, Japonsko
- Nišikatsura, Japonsko
- Orlando, USA
- Tlaxcoapán, Mexiko
- Toridé, Japonsko
- Toruň, Polsko